# 北范村 (章丘市)
北范村,中华人民共和国山东省济南市章丘市水寨镇所辖的一个行政村。总人口219，其中男性110人，女性109人；农业户口218人，非农业人口1人；18岁以下人口55人，18-35岁人口57人，35-60岁人口80人，60岁以上人口27人（2006年）。耕地面积28公顷（2006年）。行政区划代码370181106219。